# Plectophanes frontalis
Plectophanes frontalis is een spinnensoort in de taxonomische indeling van de Deinopidae.
Het dier behoort tot het geslacht Plectophanes. De wetenschappelijke naam van de soort werd voor het eerst geldig gepubliceerd in 1935 door Bryant.